# Simone Facey
Simone Facey (Manchester, 7 de maio de 1985) é uma velocista jamaicana, campeã mundial e medalhista olímpica no revezamento 4x100 metros.

## Carreira
Simone Facey competiu no Rio 2016, conquistando a medalha de prata no 4x100m, correndo apenas a eliminatória. 